# Takumi (azienda)
Takumi Corporation (株式会社タクミコーポレーション?, Kabushiki-gaisha Takumi kōporēshon) è stata un'azienda giapponese produttrice di videogiochi. Fondata nel 1994, la società era composta principalmente da membri della Toaplan.
È nota principalmente per sparatutto quali Twin Cobra II, Giga Wing e Mars Matrix.